# Surrealismo-Pop

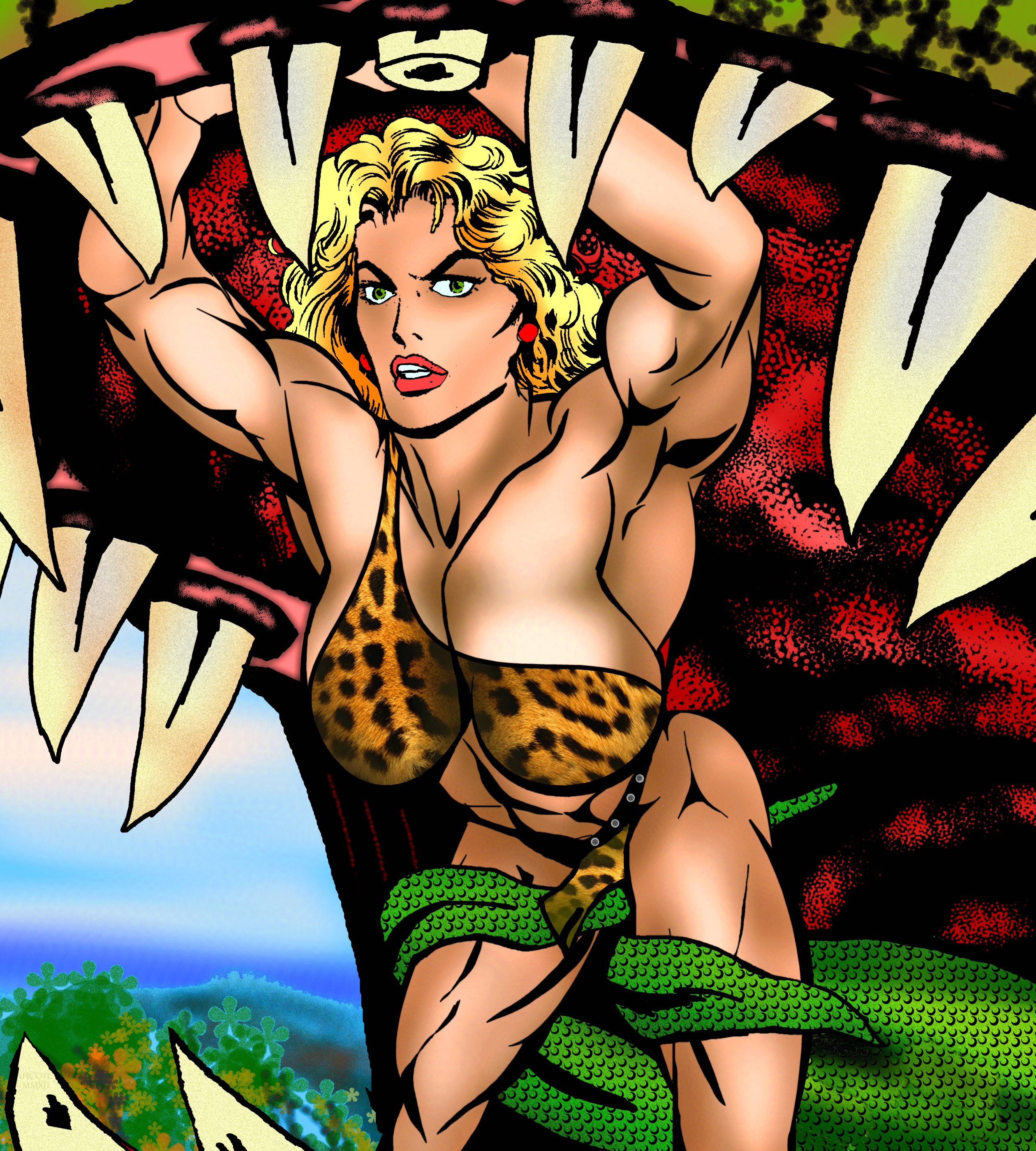
Imagem para exemplificar o surrealismo pop.

Lowbrow ou Surrealismo-Pop, descreve um movimento underground de arte visual que surgiu em Los Angeles, Califórnia, no final dos anos 1970. É um movimento de arte popular com suas origens culturais no underground comix, no punk rock, cultura tiki e cultura hot-rod. O lowbrow, muitas vezes, vem acompanhado com um senso de humor - às vezes alegre, às vezes travesso, e às vezes sarcástico.
A maioria das obras de arte lowbrow são pinturas, mas também há brinquedos, arte digital e escultura.